# Трансновогвінейські мови
Транс-новогвінейські мови — велика сім'я папуаських мов, якими розмовляють на острові Нова Гвінея та сусідніх островах (Папуа-Нова Гвінея, а також частини Індонезії).
Транс-новогвінейська мовна сім'я є, мабуть, третьою найбільшою мовною сім’єю у світі за кількістю мов. Головні мови сім'ї вважаються встановленими, але її межі розповсюдження та загальний склад мовної сім'ї залишаються невизначені. Цими мовами розмовляють близько 3 мільйонів людей. Було кілька основних пропозицій щодо її внутрішньої класифікації.

## Історія пропозиції
Хоча папуаські мови здебільшого погано задокументовані, кілька гілок транс-новогвінейської мовної сім'ї були визнані протягом деякого часу. Елеманські мови як частина цієї сім'ї були вперше запропоновані Сідні Реєм у 1907 році, частини маріндських мов були визнані її частинами Реєм і Дж. Х. П. Мюрреєм у 1918 році, а мови узбережжя Рай були класифіковані у 1919 році, знову Реєм.
Попередником сім'ї транс-новогвінейської мовної сім'ї була сім'я східно-новогвінейського нагір'я, запропонована Стівеном Вурмсом.  Незважаючи на те, що в 2005 році та теорія виявилася неактуальною, він вперше об’єднав різні гілки того, що стало транс-новогвінейськими мовами, поєднавши мовні сім'ї Енган, Чімбу-Вахгі, Гороку та Кайнанту. (Мовні сім'ї Дуна та Калам були додані в 1971 році.) Потім у 1970 році Клеменс Вурхове та Кеннет МакЕлханон помітили 91 лексичну подібність між мовними сім'ями Центральної та Південної Нової Гвінеї та Фіністерре–Хуон, які вони відповідно встановили кількома роками раніше. Хоча вони не розробили регулярних відповідностей звуків і, отже, не могли відрізняти між однорідними словами через генеалогічні зв'язки, однорідними словами через позичання та випадковими схожостями, їхні дослідження були прийняті серйозно. Вони обрали назву транс-новогвінейські, тому що ця нова мовна сім'я була першою, яка охопила Нову Гвінею, від півострова Бомбераї на заході Західної Нової Гвінеї до півострова Гуон на сході Папуа-Нової Гвінеї. Вони також відзначили можливі споріднені мовні сім'ї в інших сім’ях, які Вурм пізніше додав до транс-новогвінейських: сім'я східно-новогвінейського нагір'я Вурма, мови Бінандере на півострові Папуа (Папуа-Нова Гвінея), а також дві сім'ї, які Джон Ц'грагген пізніше об’єднав (1971, 1975) у своїй 100-мовній сім'ї ареалу Маданг–Адельберт.
У 1975 році Вурм згодився з підозрами Вурхове та МакЕлханона щодо дальших зв’язків, а також з роботами Ц'граггена, і постулював додаткові зв’язки з, серед іншого, мовами острова Тимор на захід від Нової Гвінеї, мовами анган, мовами гойлалан, коярськими мовами, мовами Даган, елеманськими мовами, мовами Віссельских озер, з колишньою сім'єю Дані-Кверба та з колишньою сім'єю Транс-Флай–Булака-Рівер (яку він заснував у 1970 році), розширюючи транс-новогвінейську у величезну мовну сім'ю, яка охоплювала більшу частину острова Нова Гвінея, а також Тимор і сусідні острови, і включав понад 500 мов, якими розмовляють приблизно 2 300 000 людей. Однак частина доказів цього була типологічна, і Вурм заявив, що він не очікує, що ця теоретична сім'я витримає ретельну перевірку. Незважаючи на те, що він заснував тип на характерних особових займенниках, деякі гілки не мали спільних займенників з рештою сім'ї або навіть мали займенники, пов’язані з сім’ями, які не належать до транс-новогвінейської, але були включені, оскільки вони були граматично подібні до неї. Інші родини, які мали типові займенники транс-новогвінейської мовної сім'ї, були виключені, оскільки вони не були схожі на інші мовні сім'ї за своєю граматичною структурою.
Оскільки граматичну типологію легко запозичувати (наприклад, багато австронезійських мов у Новій Гвінеї мають граматичні структури, подібні до папуаських сусідів, і навпаки, багато папуаських мов типологічно нагадують типові австронезійські мови), інші лінгвісти були налаштовані скептично. Вільям А. Фолі не визнав результати Вурма і навіть деякі з результатів Вурхове, і він розбив більшу частину транс-новогвінейської мовної сім'ї на складові частини: кілька десятків невеликих, але явно дійсних родин, а також ряд очевидних ізольованих мов.
У 2005 році Малькольм Росс опублікував пропозицію щодо переоцінки транс-новогвінейської мовної сім'ї та знайшов, як він вважав, переконливі докази існування скороченої версії сім'ї, заснованої виключно на лексичних подібностях, яка зберегла аж 85% гіпотези Вурма, хоча деякі з них тільки з натяжкою.
Найвагомішим лексичним доказом існування будь-якої мовної сім’ї є спільні морфологічні парадигми, особливо дуже нерегулярні або додаткові парадигми зі зв’язаною морфологією, оскільки вони надзвичайно стійкі до запозичень. Наприклад, якби єдиними відомими німецькими словами були gut «добре» та besser «краще», одного цього було б достатньо, щоб продемонструвати, що, цілком імовірно, німецька споріднена з англійською. Однак через велику морфологічну складність багатьох папуаських мов і поганий стан документації майже усіх мов, у Новій Гвінеї цей підхід в основному обмежений порівнянням займенників. Росс перебудував набори займенників для основних сімей теорії Фолі та порівняв ці реконструкції, а не використовував пряме масове порівняння всіх папуаських мов; потім спробував реконструювати займенники предків прото-транс-новогвінейської мови, такі як *ni «ми», *ŋgi «ви», *i «вони»; а потім порівняв слабо-підтримувані гілки безпосередньо з цією реконструкцією. Для існування сім'ї потрібні хоча б два очевидні родичі. Проте, якби будь-яка мова в сім’ї була збігом, сім’я вважалася б збігом, що значно збільшувало ймовірність випадкової схожості, а оскільки форми множини пов’язані з формами однини, а збіг 1 однина і 1 множина, хоча і задовольняв вимогу Росса двох збігів, насправді не є двома незалежними збігами, що знову збільшує ймовірність фальшивих збігів. Крім того, Росс вважав такі форми, як *a, відповідниками 2 однини *ga, так що /ɡV, kV, ŋɡV, V/ усі вважаються відповідниками *ga. І хоча /n/ і /ɡ/ зустрічаються в папуаських займенниках у двічі більшому рівні, ніж в займенниках в інших частинах світу, вони не корелюють один з одним, якби вони відображали мовну сім’ю. Тобто стверджується, що займенники Росса не підтверджують дійсність транс-новогвінейської мовної сім'ї та не розкривають, які родини можуть до неї належати.
Росс також включив у свою пропозицію кілька більш-знаних родин для незайменникових доказів, незважаючи на відсутність займенників, спільних для інших гілок транс-новогвінейської мовної сім'ї, і він припустив, що, можливо, існували б інші родини, які були б включені, якби вони були краще засвідчені. Кілька додаткових родин лише невпевненно пов'язані з транс-новогвінейською. Оскільки межі пропозиції Росса базуються переважно на одному параметрі, займенниках, уся внутрішня структура залишається невпевненою.

## Мови

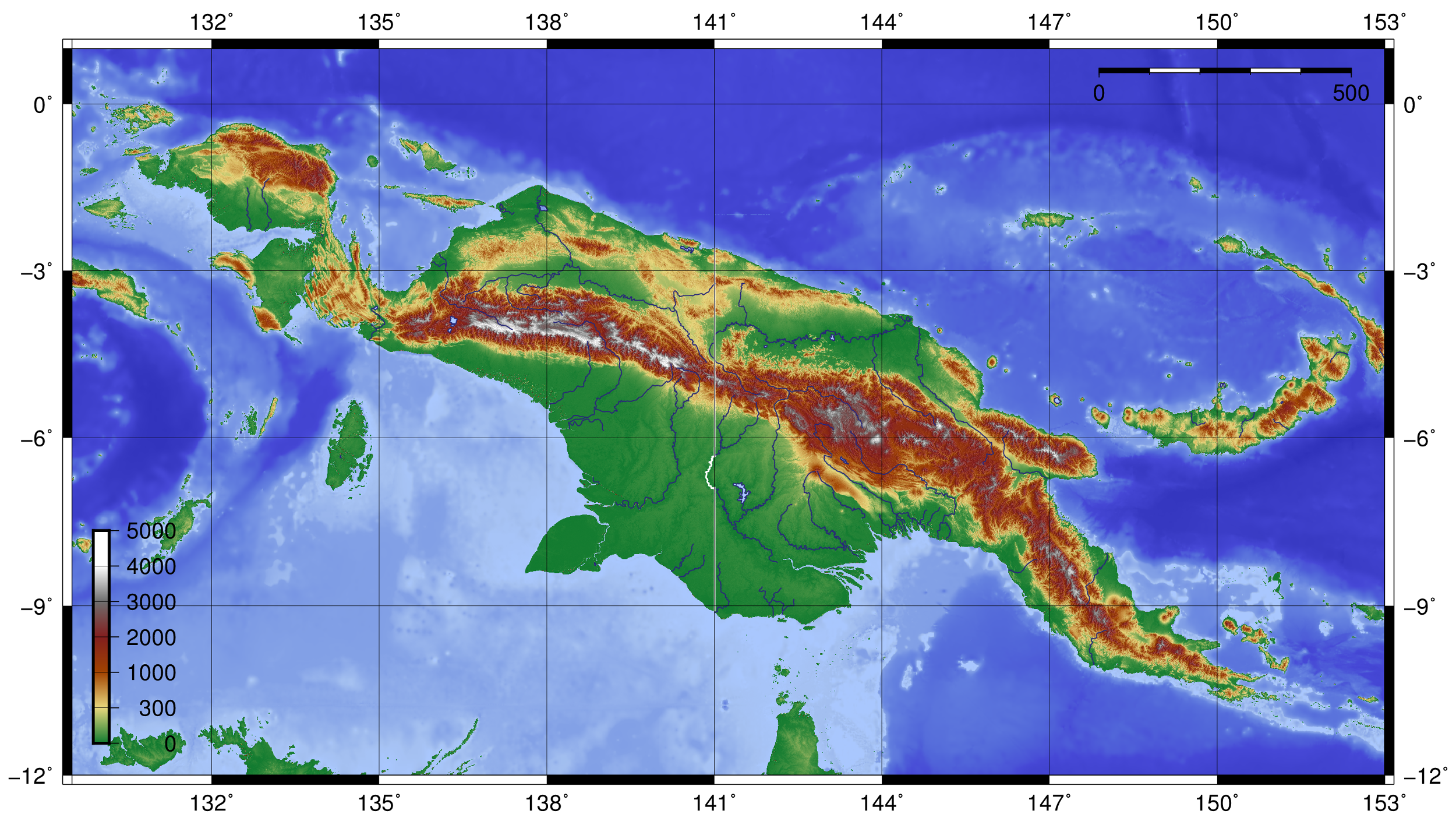
Транс-новогвінейські мови тісно пов’язані з нагір’ям Нової Гвінеї (червоний) і, можливо, поширилися разом із поширенням сільського господарства на високогір’ї, починаючи з бл. 10 000 р. до н. е., ймовірно, на сході, і лише нещодавно на південь від високогір’я.

Більшістю транс-новогвінейських мов розмовляють лише кілька тисяч людей, і тільки сімома (мова мелпа, мова куман, мова енга, мова хулі, мова лані, мова макасае та мова екарі) розмовляють понад 100 000. Мовою з найбільшою кількістю носіїв за межами острова Нової Гвінеї є мова макасае Східного Тимору, її носіями є 100 000 осіб у східній частині країни. Мова енга є найбільшою трансновогвінейською мовою за кількістю носіїв, якою розмовляють у Новій Гвінеї, носіями якої є понад 200 000 осіб. Мова голін, мова сінасіна, середньо-великодолинська мова дані, мова камано та мова бунак мають від 50 000 до 100 000 носіїв (мова галела з острову Хальмахери, яка зазвичай не класифікується як транс-новогвінейська, також має від 50 000 до 100 000 носіїв). Усі інші трансновогвінейські мови мають менше 50 000 носіїв.
Найбільше мовне розмаїття в пропозиції Росса щодо транс-новогвінейської, і, отже, можливо, розташування прабатьківщини транс-новогвінейских мов, знаходиться у внутрішніх високогір’ях Папуа-Нової Гвінеї, у центрально-східній Новогвінейській Кордильєрі, де Вурм вперше розмістив свою теоретичну мовну сім'ю східно-новогвінейського нагір'я. Індонезійське Папуа та Папуанський півострів Папуа-Нової Гвінеї («пташиний хвіст») мають менш та більш поширені гілки транс-новогвінейської мовної сім'ї, і тому, ймовірно, були заселені носіями транс-новогвінейських мов після розпаду прамови.
Росс припускає, що транс-новогвінейська мовна сім'я, можливо, поширилася з високою щільністю популяції, яка стала результатом доместикації таро, швидко розселяючись у високогірних долинах уздовж Кордильєр, але поширюючись набагато повільніше на малярійні низовини і на території, наприклад, долину річки Сепік, де люди вже мали ямсове господарство, що таким чином підтримувало високу щільність населення. Росс припускає, що транс-новогвінейські мови, можливо, прибули до своєї західної межі, островів поблизу Тимору, можливо, 4-4,5 тисячі років тому, до експансії австронезійців в цю територію. Роджер Бленч пов’язує поширення транс-новогвінейських мов із доместикацією банана.

## Класифікація

### Вурм (1975)
Ця класифікація наслідує пропозицію Вурма та включає деякі пізніші модифікації його пропозиції 1975 року. Вурм визначає підрозділи своєї папуаської класифікації як родини (за порядком спорідненості германських мов), групи (за порядком індоєвропейських мов) і типи (за порядком ностратичної гіпотези). Транс-новогвінейські мови є типом у цій термінології. Мова, яка не пов’язана з жодною іншою на рівні родини або нижче, у цій схемі називається ізольованою.

### Фолі (2003)
Станом на 2003 рік Вільям А. Фолі прийняв суть транс-новогвінейської теорії: «Наприклад, той факт, що велика частина мов у Новій Гвінеї від півострова Гуон до високогір’я Іріан-Джая позначає об’єкт перехідного дієслова набором дієслівних префіксів, першої особи однини за допомогою звуку /n/ і другої особи однини за допомогою велярної зупинки, є переконливим доказом того, що всі ці мови генетично споріднені; ймовірність запозичення такої системи надзвичайно мала». Він вважав зв’язок між мовними сім’ями Фіністерре–Хуон, східного нагір'я (Кайнанту–Горокан) та західного новогвінейського нагір’я (Дані – озер Панай) (і, ймовірно, деякими іншими меншими сім'ями) встановленими, і він сказав, що це « дуже ймовірно», що мовна сім'я Маданг також належить до транс-новогвінейських мов. Він вважав можливим, хоча не доведеним, що мовні сім'ї Енга, Чимбу, Бінандере, Анган, Ок, Авю, Асмат (яка є, можливо, найближчою мовною сім'єю до Ок і Авю), Мек, Сентані та сім малих мовних сімей півострова Папуа (коярська мова, гойланська мова тощо, які, на його думку, не були тісно пов’язані між собою), належать до транс-новогвінейських мов.

### Росс (2005)
Росс не використовував спеціальні терміни для різних рівнів класифікації, як це робили Дональд Лейкок і Стівен Вурм.
Росс видалив близько 100 мов із пропозиції Вурма і лише умовно зберіг ще кілька десятків, але додав ще одну ізольовану мову Пором.
У Росса не було достатніх доказів, щоб класифікувати всі папуаські мовні групи. Крім того, класифікація базується на одній ознаці – спільних займенниках, особливо на 1 однині і 2 однинах – і, таким чином, піддається хибним додаванню не спорідненої мови до сім'ї, а також відсутнім гілкам, які зазнали значних звукових змін, оскільки він не має даних для встановлення регулярних звукових відповідностей.
Хоча Росс заснував свою класифікацію на системах займенників, багато мов у Новій Гвінеї надто погано задокументовані, щоб навіть це спрацювало. Таким чином, є кілька ізолятів, які Вурм помістив до транс-новогвінейських мов, але які не можуть бути розглянуті класифікацією Росса. Кілька з них (Мова комяндарет, мова самарокена і, можливо, мова Кенаті) з тих пір були віднесені до існуючих гілок (або колишніх гілок) транс-новогвінейської мовної сім'ї, тоді як інші (мова массеп, мова момуна) досі не мають місця в цій класифікації.
Росс видалив 95 мов із транс-новогвінейської мовної сім'ї. Це невеликі родини, у яких немає спільних із транс-новогвінейськими мовами займенників, але вони типологічно схожі, можливо, через тривалі періоди контакту з ними.

### Паулі і Хаммарстрем (2018)
Ендрю Паулі та Харальд Хаммарстрем у 2018 прийняли 35 підгруп як частини транс-новогвінейської мовної сім'ї.
Групи та ізоляти, які, як Паулі і Хаммарстрем вважають, мають слабкий або спірний зв'язок з транс-новогвінейськими мовами (деякі з яких, як вони припускають, можуть виявитися транс-новогвінейськими, але потрібні додаткові докази):
- Байоно-Авбонські мови (2)
- Мови Комолом (Момбум) (2)
- Мови Майрасі (3)
- Мови Паувасі (5)
- Павайський (ізолят)
- Мови демта-сентані (4)
- Південнодоберайські мови (12)
- Танах Мерах (ізолят)
- Мови Теберан (2)
- Мови Тимор-Алор-Пантар (20+)
- Ухундуні (Дамал) (ізолят)

### Glottolog4.0 (2019)
Glottolog 4.0 (2019), одним із редакторів якого є Хаммарстрем, приєднує 10 мовних груп до транс-новогвінейської мовної сім'ї.

### Ашер (2020)
Тімоті Ашер реконструював нижчі складові транс-новогвінейської мовної сім'ї, щоб перевірити, шляхом встановлення регулярних звукових змін, які мови, які ймовірно можуть до неї належати, справді належать до неї, і визначити їх підкласифікацію. У багатьох випадках Ашер створив нові імена для мовних сімей, щоб відобразити їхнє географічне розташування. Велика частина його класифікації прийнята Glottolog (хоча його імена не прийняті, оскільки Glottolog придумує власні назви). Станом на 2020 рік його класифікація включає відповідні імена, як і у попередніх класифікаціях. Він розраховує розширити кількіть мов приналежних сім'ї в міру реконструкції.
Сім'ї з класифікацій Росса та Glottolog, які не включені, це мовні сім'ї Кауре, Паувасі, Енган, Чімбу-Вахгі, Маданг, Елеман, Ківай, Бінандер, Гойлалан і кілька сімей Папуаської затоки. Ашер включає лише сім'ї, які мають регулярне повторювання займенника 2 однини, тому можуть бути додаткові сім'ї транс-новогвінейських мов, які змінили свої займенники.

### Драєр (2022)
За словами Драєра (2022), докази приналежності до транс-новогвінейської мовної сім'ї, засновані виключно на займенниках і «воші», не вважаються достатніми, оскільки вони, швидше за все, є широко поширеними ареальними лексичними формами (Вандерворт).

Попередня оцінка Метью Драєром (2022) теорії Паулі та Хаммарстрема (2018), яку він зробив на основі свого попереднього кількісного аналізу даних із бази даних ASJP, припускає, що наступні мовні групи, ймовірно, належать до транс-новогвінейської мовної сім'ї (перелічені в порядок від найвищого до найнижчого балу, тобто починаючи з найбільш ймовірної групи):
| - Мови маданг - Мови Чимбу–Вахгі - Мови Ав’ю–Ок - Мови Енга–Кева–Хулі - Ківайські мови - Мови Фіністерре-Хуон - Мови Даган - Мови Яребан - Мова Віру - Байоно-авбонські мови - Мови озер Панай - Турама–кікорійські мови - Мови Кайнанту–Горока | - Мови Дані - Мови Анган - Мови Сомахаї - Східностріклендські мови - Коярійські мови - Мова Фуюг - Мова Фасу - Мови Гогодала–Сукі - Мова Дамал - Мови Манубаран - Мови Анім - Надсім'я Бінандере - Мови Бінандере - Мови Ґуху-Самане |

З іншого боку, Паулі та Хаммарстрем (2018) не вважають Байоно-Авбонські мови та Мови Дамал підгрупами транс-новогвінейської мовної сім'ї.
Однак Драєр (2022) зазначає, що цей попередній кількісний аналіз дає лише приблизну оцінку мовних сімей, які можуть належати або не належати до транс-новогвінейських мов, і що схожість може бути пов’язана з запозиченнями, ареальними впливами тощо.

## Лексична семантика
Ряд моделей колексифікації (названих Дональдом Лейкоком «семантичними злиттями»), зокрема в іменнику, зазвичай зустрічаються серед транс-новогвінейських мов:
- [чоловік(представник чоловічої статі), чоловік(у шлюбі)]
- [жінка, дружина]
- [птах, кажан]
- [волосся, хутро, перо, лист]
- [дерево, дрова, багаття]
- [вода, річка]
- [кора, шкіра тварин, шкірка фруктів]
- [кора, шкіра, тіло]
- [яйце, плід, насіння; деякі інші круглі предмети, наприклад, нирки, очі, серце]
- [рука, передня нога чотирилапого, крило]
- [серце, місце емоцій]
- [кров, червоний]
- [город, робота], [городити, працювати]
- [суглоб, лікоть, коліно]
- [молоко, сік, сперма, яєчний білок, кістковий мозок]
- [ніс, обличчя]
- [зуби, внутрішній рот]
- [нога, стопа, задня нога]
- [пальці рук, пальці ніг]
- [батько, власник; мати, власник]